# توماس غرينواي
توماس غرينواي هو سياسي كندي، ولد في 25 مارس 1838 في كيلكهمبتون في المملكة المتحدة، وتوفي في 30 أكتوبر 1908 في أوتاوا في كندا. نشط حزبياً في الحزب الليبرالي الكندي. وقد انتخب member of the Legislative Assembly of Manitoba ‏ (16 ديسمبر 1879 – 3 نوفمبر 1904) وانتخب member of the Legislative Assembly of Manitoba ‏ (16 ديسمبر 1879 – 3 نوفمبر 1904) وانتخب Premier of Manitoba ‏ (19 يناير 1888 – 10 يناير 1900).